# ダイミ・パーニア
ダイミ・パーニア（Daimí Pernía、1976年12月27日‐）は、キューバの陸上競技選手である。以前はバスケットボールの選手であった。
1999年の世界陸上の女子400メートルハードルでは、前回の優勝者ネザ・ビドゥアン（モロッコ）や、アトランタオリンピックの優勝者デオン・ヘミングス（ジャマイカ）が注目されていたが、決勝ではパーニアが前半からリードを奪った。最終ハードルでつまづき、ビドゥアンに並ばれたが、僅かに100分の1秒差で優勝した。

## 記録
- 400m - 51秒10 (2001年7月10日)
- 400mハードル - 52秒89 (1999年8月25日)

## 主な成績
| 年   | 大会                     | 場所                       | 種目         | 結果 | 記録   |
| ---- | ------------------------ | -------------------------- | ------------ | ---- | ------ |
| 1999 | 世界陸上選手権           | セビリア(スペイン)         | 400mハードル | 1位  | 52秒89 |
| 2000 | オリンピック             | シドニー(オーストラリア)   | 400mハードル | 4位  | 53秒68 |
| 2001 | 世界陸上選手権           | エドモントン(カナダ)       | 400mハードル | 3位  | 54秒51 |
| 2001 | IAAFグランプリファイナル | メルボルン(オーストラリア) | 400mハードル | 7位  | 55秒81 |
| 2006 | IAAF陸上ワールドカップ   | アテネ(ギリシャ)           | 400mハードル | 5位  | 54秒60 |